# Yumi Nakashima
Pour les articles homonymes, voir Nakashima.
Yumi Nakashima (中島 優美, Nakashima Yumi), née le 1er décembre 1979. Connue sous son nom d'artiste Yuu, elle est auteur-compositeur, guitariste et chanteuse du groupe de rock japonais GO!GO!7188, groupe qu'elle a cofondé en 1998 avec Akiko Hamada. 

## Biographie
En 2004, elle a sorti un album solo, Ten no Mikaku. Yuu a également sorti un album en 2005, Iroha, avec le groupe CHIRINURUWOWAKA.